# Christopher Hitchens
Vous lisez un « bon article » labellisé en 2012.
Pour les articles homonymes, voir Hitchens.
Christopher Eric Hitchens, né le 13 avril 1949 à Portsmouth (Royaume-Uni) et mort le 15 décembre 2011 à Houston (États-Unis), est un écrivain et journaliste ayant les nationalités britannique et américaine. Ses livres, ses essais et ses articles de presse ponctuent une carrière longue de 40 années.
Diplômé en philosophie, sciences politiques et sciences économiques du Balliol College d'Oxford, cet Anglo-Américain est successivement rédacteur et critique littéraire pour des journaux prestigieux comme The Atlantic Monthly, Vanity Fair, Slate, World Affairs, ou The Nation. Observateur politique et polémiste, il accède à la notoriété en tant que défenseur des idées de gauche en Grande-Bretagne et aux États-Unis. Il s'en éloigne toutefois à partir de 1989, à cause de ce qu'il considère comme des « réactions tièdes » de la gauche occidentale à l'appel au meurtre de Salman Rushdie par l'ayatollah Khomeiny. Les attentats du 11 septembre 2001 renforcent sa conviction interventionniste en matière de politique étrangère ; sa critique de ce qu'il appelle le « fascisme à visage islamique » se fait véhémente. Ses prises de positions publiques, ses conférences et ses attaques contre Mère Teresa, Bill Clinton et Henry Kissinger font de lui un polémiste engagé célèbre auprès du public anglophone, puis sur le plan international.
Icône du mouvement athée, reconnu comme un intellectuel influent, Christopher Hitchens s'est décrit comme un antithéiste, défenseur des idées des Lumières. Il a notamment dénoncé le concept d'un dieu « entité suprême » comme une croyance totalitaire qui détruit la liberté des individus, et souhaitait que la libre expression et le progrès scientifique prennent le pas sur la religion. Son ouvrage intitulé Dieu n'est pas grand (God Is Not Great en anglais) sur l'athéisme et la nature des religions a connu un immense succès lors de sa sortie en 2007.

## Biographie

### Origines familiales et religion

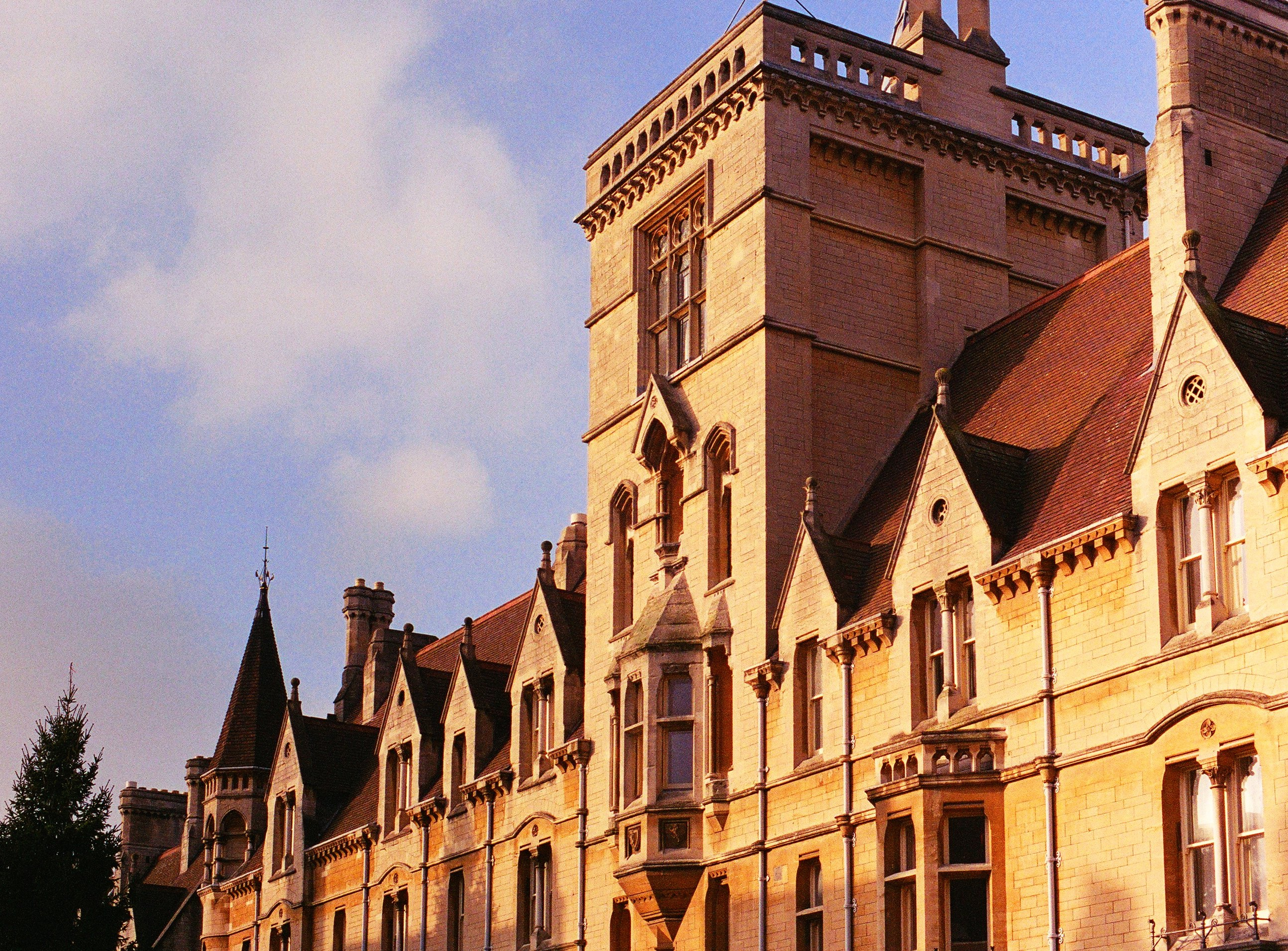
Le Balliol College, où Hitchens a fait ses études universitaires.

La mère de Christopher, Yvonne Jean, et son père, Eric Ernest Hitchens (1909–1987), se sont rencontrés en Écosse alors qu'ils servaient tous deux au sein de la Royal Navy pendant la Seconde Guerre mondiale. Yvonne était membre du Women's Royal Naval Service, et Eric était un commandant, dont le navire HMS Jamaica a contribué à couler le SMS Scharnhorst de la marine de guerre allemande lors de la bataille du cap Nord.
Hitchens est élevé dans la foi chrétienne, et suit une partie de ses études dans des établissements chrétiens, mais refuse progressivement d'assister aux prières communes.
Quelques années plus tard, il apprend que sa grand-mère maternelle est juive, et que ses ancêtres sont originaires de Pologne. Il écrit alors un article dans le journal The Guardian, daté du 14 avril 2002, dans lequel il indique qu'il peut être considéré comme Juif parce que la descendance juive se fonde sur le principe de matrilinéarité.

### Éducation
Yvonne souhaite que « s'il existe une classe supérieure dans ce pays, Christopher en fasse partie », et lui offre une éducation à la Leys School de Cambridge, puis au Balliol College d'Oxford. Il a pour tuteur Steven Lukes, et s'intéresse à la philosophie, à la politique et à l'économie. Adolescent, il est bouleversé par Qu'elle était verte ma vallée de Richard Llewellyn, Le Zéro et l'Infini d'Arthur Koestler, Crime et Châtiment de Fiodor Dostoïevski, Religion and the Rise of Capitalism de R. H. Tawney, ainsi que par les œuvres de George Orwell. En 1968, il participe à l'émission de télévision University Challenge. Hitchens rédige un mémoire, Hitch-22, dans son pensionnat. Il y relate ses expériences homosexuelles pendant ses années de faculté, et indique avoir eu des relations avec deux hommes qui feront par la suite partie du gouvernement Thatcher.
À la fin des années 1960, Hitchens rejoint la gauche politique, notamment du fait de son opposition farouche à la guerre du Viêt Nam, aux armes nucléaires, au racisme, et à l'« oligarchie ». Il exprime son affinité avec les mouvements contre-culturels des années 1960, mais déplore l'utilisation de drogues récréatives à cette époque, qu'il décrit comme hédoniste. Il s'encarte au parti travailliste en 1965, mais en est expulsé en 1967 par l'organisation étudiante travailliste, à la suite, écrit-il, de ses déclarations sur « le soutien méprisable du Premier ministre Harold Wilson à la guerre du Vietnam ». Sous l'influence de l'écrivain Victor Serge, Hitchens s'intéresse au trotskisme et au socialisme anti-stalinien ; il rejoint alors un parti politique d'extrême gauche trotskiste, le Socialist Workers Party (SWP).

### Début de carrière journalistique (1970–1981)
Pendant ses études, Hitchens travaille comme correspondant de la revue International Socialism, publiée par les fondateurs du parti britannique Parti socialiste des travailleurs. Ce groupe était trotskiste, mais différait des autres groupes de même obédience par son refus de prendre la défense d'États socialistes. Leur slogan était « Neither Washington nor Moscow but International Socialism », ou en français « Ni Washington, ni Moscou, mais le socialisme international ».
Hitchens quitte Oxford avec un diplôme « de troisième classe », ce qui correspond à une mention « assez bien » dans le système éducatif français. Il travaille d'abord à Londres pour le Times Higher Education, où il édite les articles relatifs aux sciences sociales jusqu'en novembre 1973. À cette date, sa mère se suicide à Athènes, en compagnie d'un homme d'Église dont elle était éprise, un dénommé Timothy Bryan. Elle se donne la mort par surdose de somnifères, tandis que, dans la pièce d'à côté, Bryan se taillade les poignets dans la baignoire. Hitchens se rend alors seul à Athènes en urgence, et récupère le corps de sa mère. Il pense que le suicide de sa mère, mariée de force et malheureuse dans le couple, est dû à la peur que son mari n'ait découvert son infidélité.
Lors d'un voyage en Grèce, il est témoin de la crise constitutionnelle de la dictature des colonels. Il en fait sa première couverture de magazine pour le New Statesman, au sein duquel il acquiert une réputation d'homme de gauche combatif, ayant notamment pour sujets de prédilection Henry Kissinger, la guerre du Viêt Nam, et l'Église catholique.

### Carrière aux États-Unis (après 1981)

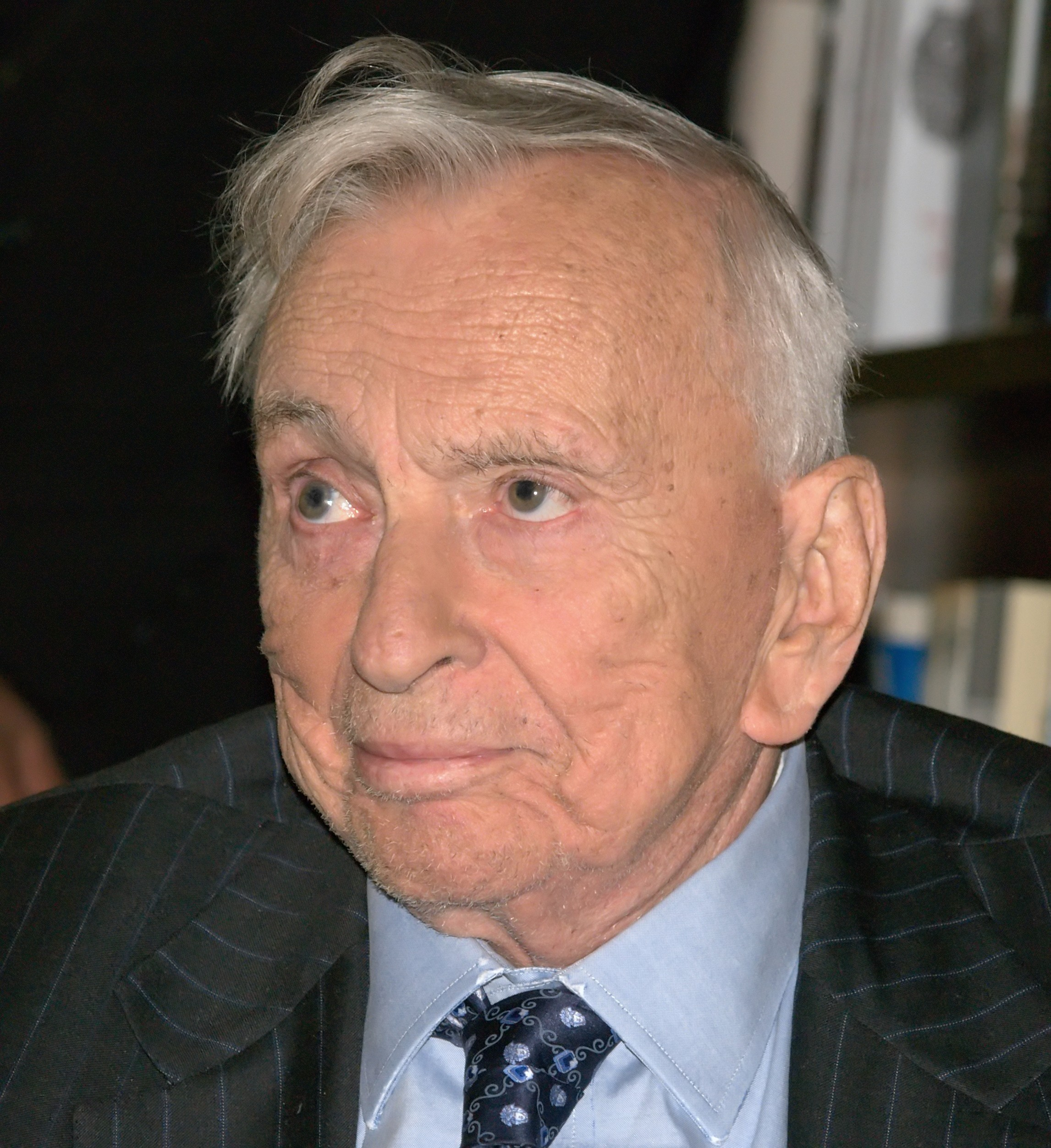
Gore Vidal en 2009.

Après avoir émigré aux États-Unis en 1981, Hitchens écrit pour The Nation, où il rédige des critiques acides contre Ronald Reagan, George H. W. Bush et la politique étrangère américaine en Amérique du Sud et en Amérique centrale, à raison d'une dizaine d'éditoriaux par an,. Il quitte The Nation en 2002, après une mésentente à propos de la guerre d'Irak.
En plus de cette activité critique, Hitchens est le correspondant du journal à Chypre.
Lors de ses déplacements, il rencontre sa première femme, Eleni Meleagrou, une chypriote grecque. Il choisit de se marier avec elle dans une église orthodoxe en 1981. Avec Eleni, ils ont deux enfants, Alexander et Sophia. Son fils, Alexander Meleagrou-Hitchens, né en 1984, travaille comme chercheur à Londres au sein du think tank Policy Exchange et du Centre for Social Cohesion.
Hitchens rédige aussi des correspondances depuis plusieurs pays, dont le Tchad et l'Ouganda, ou encore le Darfour et le Soudan. Au total, son travail de journaliste l'a amené à voyager dans plus de 60 pays.
Lors d'un de ses nombreux déplacements, en 1989, il rencontre Carol Blue, écrivaine originaire de Californie. Il se remarie cette année-là avec elle dans une synagogue de New York. De cette nouvelle union naîtra une fille, Antonia.
Il entame alors une période de succès professionnels en 1991 en recevant son premier prix littéraire, le Lannan Literary Award for Nonfiction.
Avant les attentats du 11 septembre 2001 et le virage politique d'Hitchens, l'auteur et polémiste américain Gore Vidal le considérait comme son successeur,. Mais l'attaque terroriste change leur relation amicale, au point qu'en 2010, Hitchens attaque Vidal dans une tribune de Vanity Fair intitulée « Vidal Loco » (« Vidal Fou »), au sein de laquelle il qualifie Vidal de « cinglé » pour son adhésion aux thèses conspirationnistes sur le 11 septembre.
Un plaidoyer d'Hitchens en faveur de la guerre d'Irak le fait connaitre du grand public. Cette notoriété nouvelle est visible dans divers « classements d'intellectuels » où il commence à figurer, comme le Top 100 Public Intellectuals Poll de 2005 des magazines Foreign Policy et Prospect, où il atteint la 5e place lors des votes par internet. En 2007, il est récompensé par le prestigieux National Magazine Award américain pour ses écrits dans Vanity Fair, catégorie « Éditoriaux et Points de vue ». En 2008, il arrive en seconde position, pour ce même prix, pour la qualité de ses travaux pour le magazine Slate, derrière Matt Taibbi du Rolling Stone. Il gagne à nouveau le prix en 2011.

#### Relations conflictuelles avec son frère
Le frère cadet de Christopher Hitchens, Peter Hitchens, est un journaliste chrétien conservateur à Londres, bien qu'il ait été trotskiste, comme son aîné, dans les années 1970. Les frères entretiennent une relation conflictuelle depuis un écrit critique de Peter à l'encontre de Christopher, daté de mai 2005, dans lequel il lui reprochait d'avoir dit qu'il « ne voyait aucun inconvénient à ce que l'Armée rouge vienne laver ses chevaux à Hendon (un quartier de Londres) ». Christopher Hitchens dément avec vigueur avoir tenu de tels propos et coupe les ponts avec son frère, qu'il désigne comme « un idiot » dans une lettre adressée au Commentary. La dispute se prolonge par voies de presse interposées, mais la brouille fraternelle prend fin progressivement, et les deux journalistes apparaissent ensemble dans une émission de la BBC le 21 juin 2007. Ils débattent de façon contradictoire le 3 avril 2008 à la Grand Valley State University, puis le 12 octobre 2010 pour Pew Forum.

### Vie privée

#### Addictions

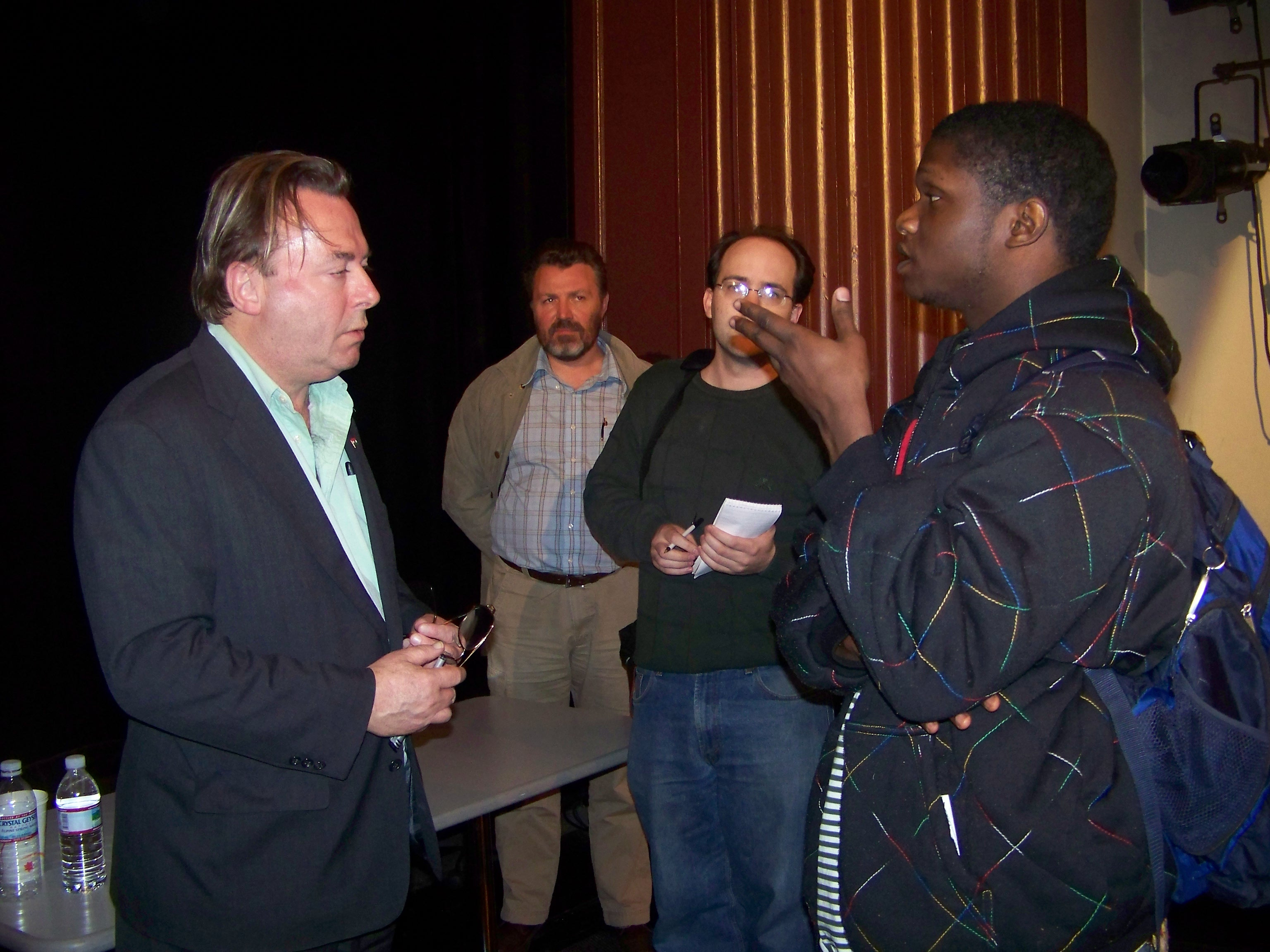
Hitchens après une conférence au College of New Jersey, en mars 2009.

Hitchens est connu pour son attrait pour l'alcool et la cigarette, dont il est consommateur régulier. Il admet de lui-même boire beaucoup. Sur ce sujet, il écrit en 2003 que sa consommation quotidienne d'alcool « pourrait tuer ou assommer le mulet moyen », ajoutant que les plus grands écrivains « ont réalisé leurs meilleures œuvres en étant cassés, éméchés, défoncés, en train de planer, et à côté de leurs pompes. » En juin 2006, son profil dressé par NPR indique : « Hitchens est connu pour son amour des cigarettes et de l'alcool — et pour sa production littéraire prodigieuse ».
Après avoir brièvement arrêté la cigarette en 2007, provoquant l'étonnement de son frère Peter, il reprend sa consommation de tabac lors de l'écriture de Hitch-22 malgré le cancer dont il se sait atteint.

##### Critiques et réponses
Ses addictions ne manquent pas d'attiser les critiques dont il est l'objet. Ainsi, l'homme politique britannique George Galloway, fondateur du parti d'extrême gauche Parti du respect, n'hésite pas à qualifier Hitchens d'« ex-trotskiste imbibé de boisson », ce à quoi Hitchens répond « que seule une partie du terme employé est vraie ». Hitchens complète sa réponse dans une publication de Slate, en écrivant : « Il dit que je suis un ex-trotskiste (vrai), un "perroquet" (ce qui est vrai, au sens premier du terme qui veut que le perroquet soit un jeu de fléchettes consistant à frapper une cible), et que je ne suis pas capable de tenir un verre (sur ce point, je me dois de protester). »
Oliver Burkeman écrit à son sujet dans The Guardian que « depuis la chute du régime en Irak […] Hitchens dit avoir détecté une nouvelle forme d'attaque à son encontre, spécifiquement portée sur sa consommation mythique d'alcool. Il se félicite d'être attaqué sur cet aspect parce qu'il pense que c'est toujours un signe de victoire quand les attaques sur les idées deviennent des attaques ad hominem. Il boit, dit-il, « parce que cela donne l'impression que les autres gens sont moins ennuyeux. J'ai une peur terrible de m'ennuyer. Mais je peux travailler avec ou sans alcool. Il en faut beaucoup pour que ça me fasse quelque chose ». »
Lors d'une séance de questions/réponses suivant une conférence d'Hitchens au Commonwealth Club of California le 9 juillet 2009, un membre interroge Hitchens sur son whisky préféré. Hitchens lui répond immédiatement que « le meilleur scotch de l'histoire de l'humanité est le Johnnie Walker Black Label. » Il ajoute avec un humour grinçant qu'il s'agit aussi de l'alcool préféré du parti Baas en Irak, de l'autorité palestinienne, de la dictature libyenne et d'une grande partie de la famille royale d'Arabie saoudite et conclut qu'il s'agit du « petit-déjeuner des champions » en exhortant le public à « n'accepter aucun substitut ».

Faisant un bilan de ses addictions et de sa carrière lors d'une interview, alors qu'il se sait atteint d'un cancer, il déclare : 

« J'ai toujours su qu'il y avait un risque à vivre une vie de bohème… J'ai décidé de le prendre parce qu'il m'a aidé à me concentrer, il a mis fin à mon ennui — il a mis fin à l'ennui que me causaient d'autres personnes. Il me donnait envie de prolonger la conversation et de mieux profiter du moment. Si vous me demandez : le referiez-vous ? Je dirais probablement oui. Mais j'aurais arrêté l'alcool plus tôt, dans l'espoir de m'en tirer au bout du compte. J'ai pris cette décision, et toute chose dans la vie est un pari, et j'ai parié sur cela… D'une manière étrange, je ne le regrette pas. C'est tout simplement impossible pour moi d'imaginer la vie sans vin, ou d'autres alcools, ce qui alimente la machine, me permet de soutenir ma lecture, et ma mise sous tension. Ça a marché pour moi. Ça a vraiment marché. »

#### Maladie

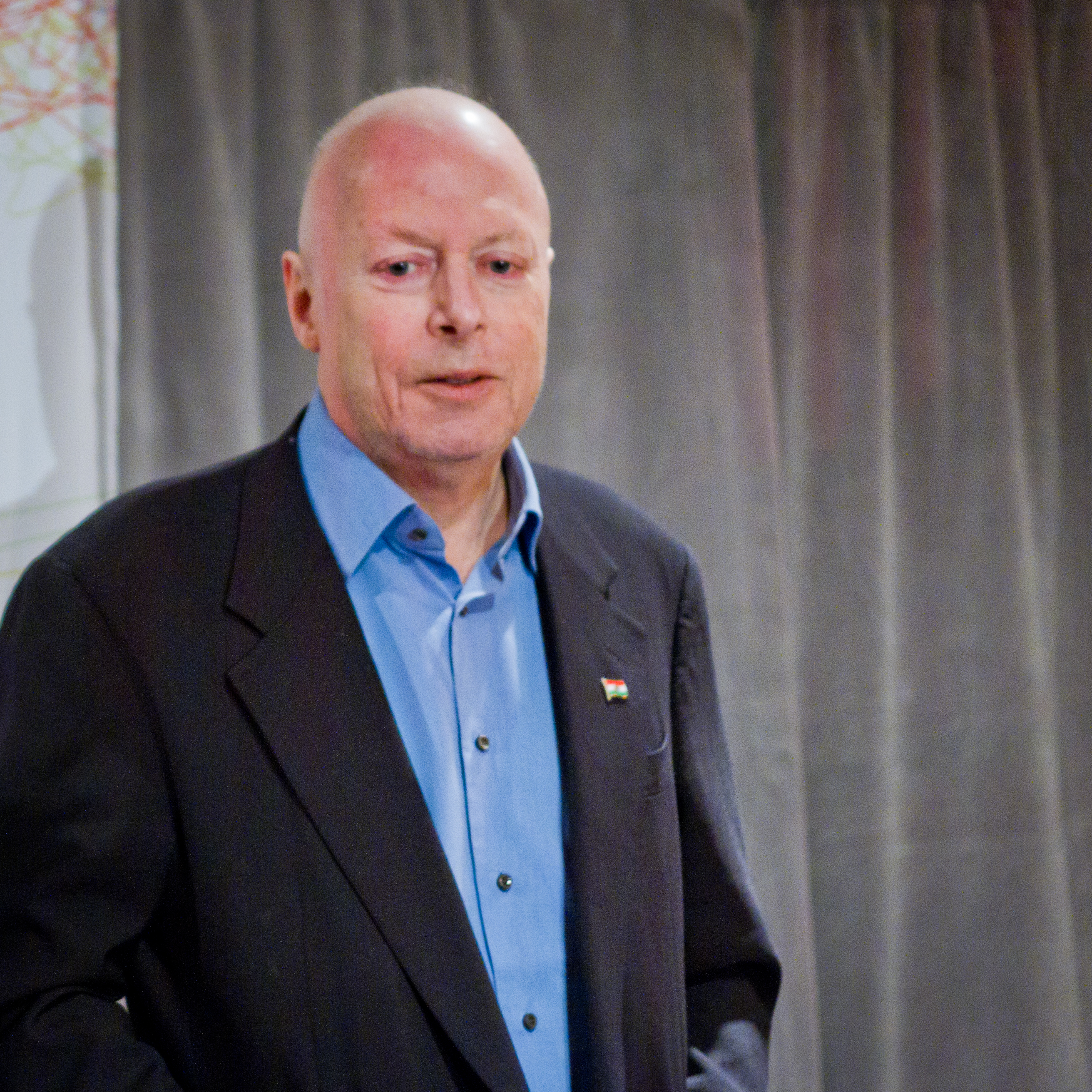
Christopher Hitchens en 2010.

En juin 2010, Hitchens reporte la promotion de son livre Hitch-22 pour suivre un traitement contre un cancer de l’œsophage. Il annonce le début de son traitement dans Vanity Fair sous la forme d'un article intitulé Topic of Cancer (jeu de mots en anglais entre « Tropique du Cancer » et la traduction littérale du titre, « La question du cancer »). Hitchens reconnaît dans un article de The Atlantic Monthly que son pronostic vital à long terme est loin d'être positif, et qu'il serait « une personne extrêmement chanceuse s'il vivait encore cinq années de plus. »
En novembre 2010, il se voit contraint d'annuler un débat à New York au cours duquel il devait débattre avec deux écrivains religieux au sujet des Dix Commandements, sujet qu'il affectionne et sur lequel il a publié, un an auparavant, un article dans le magazine Vanity Fair. Il travaille par ailleurs sur un livre relatif au sujet.
En avril 2011, il se voit à nouveau contraint d'annuler un déplacement à l'American Atheist Convention, et fait parvenir une lettre dans laquelle il écrit « rien ne m'aurait empêché de vous rejoindre, sauf la perte de ma voix (du moins ma voix parlée), due à une longue discussion, que je suis actuellement en train d'avoir avec le spectre de la mort. » Il termine sa lettre par : « Et ne gardez pas la Foi. » La lettre mentionne aussi son refus d'une conversion sur son lit de mort, et insiste sur le fait que « la rédemption et la délivrance surnaturelle m'apparaissent encore plus fausses et artificielles qu'elles ne me le semblaient avant. »
En juin 2011, il participe à une conférence de l'université de Waterloo grâce à une webcam, puis, en octobre 2011, il se rend, malgré sa maladie, à la Texas Freethought Convention (Convention de la libre-pensée du Texas) à Houston.

#### Décès
Hitchens meurt le 15 décembre 2011 à l'University of Texas MD Anderson Cancer Center de la ville de Houston, à l'âge de 62 ans. Conformément à ses souhaits, son corps a été donné à la recherche médicale.

### Hommages
Parmi les proches ayant réagi au décès du journaliste, le frère de Christopher, Peter Hitchens, avec qui les relations ont été tumultueuses, écrit que Christopher « était étonnamment bien lors des derniers mois, mieux que lors de ses 50 dernières années, jusqu'à ce que ça arrive » et décrit son frère comme « courageux » dans un éditorial du journal Mail Online qu'il intitule « À la mémoire de mon frère courageux Christopher, 1949-2011 ».
L'ancien Premier ministre britannique Tony Blair déclare que « Christopher Hitchens était un être complètement hors du commun, un mélange étonnant d'écrivain, de journaliste, de polémiste, au caractère unique. Il était intrépide dans la recherche de la vérité, et dans toutes les causes auxquelles il croyait. Et il n'y avait pas de sujet qu'il défendait sans passion, engagement, et éclat. Il a été un homme extraordinaire, impérieux et haut en couleur, et c'était un privilège de le connaitre ».
Hitchens faisait partie d'un groupe d'amis, avec Richard Dawkins, Sam Harris et Daniel Dennett, que la presse décrivait comme les « 4 cavaliers de l'athéisme » ; chacun des trois a réagi avec émotion au décès.
Ainsi, Richard Dawkins, biologiste de l'évolution à l'université d'Oxford, rend hommage à celui qu'il considère comme « l'un des plus grands orateurs de tous les temps. Il était un esprit porté vers l'universalité, un esprit doté d'une immense connaissance, et un vaillant combattant contre tous les tyrans, y compris les tyrans surnaturels imaginaires. »
Sam Harris écrit : « J'ai le privilège de pouvoir témoigner de la gratitude qu'éprouvent tant de personnes pour la vie et le travail d'Hitch — ainsi, à chaque fois que je parle, je rencontre ses fans. Sur la tournée de mon dernier livre, ceux qui ont assisté à mes conférences ne purent contenir leur joie à la simple mention de son nom — et beaucoup de ceux qui sont venus me voir pour obtenir une dédicace ont demandé que je lui passe leurs meilleurs vœux. C'était merveilleux de voir combien Hitch a été aimé et admiré — et d'être en mesure de partager cela avec lui avant la fin. Tu vas me manquer mon frère. »
De son côté, le philosophe Daniel Dennett rend hommage, aux côtés du physicien Lawrence M. Krauss, de l'acteur Stephen Fry et d'autres personnalités à « un critique incomparable et à un maître de la rhétorique. »

## Engagements politiques
« Mon opinion personnelle m'est suffisante, et je revendique le droit de la défendre contre tous les consensus, toutes les majorités, de tout temps, en tout lieu, et en tout temps. Et quiconque tenterait de m'enlever ce droit peut prendre un ticket, se mettre dans la file, et m'embrasser le cul. »

Les avis sur l'engagement politique d'Hitchens sont différents selon les orientations des organes de presse américains. Ainsi, si le San Francisco Chronicle affuble Hitchens du surnom de « mouche du coche » politique, il n'en demeure pas moins qu'en 2009, Hitchens entre dans la prestigieuse liste des 25 personnalités libérales (au sens progressiste du terme) les plus influentes dans les médias américains, pour le magazine Forbes.

### Point de vue sur le socialisme

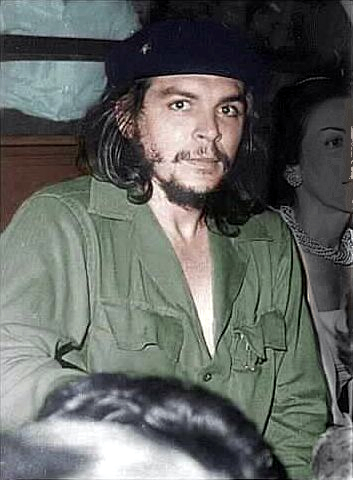
Le Che avec sa traditionnelle tenue militaire, le 2 juin 1959.

Hitchens devient socialiste « principalement en ayant étudié l'histoire, le socialisme prenant le parti des combattants contre l'industrialisation, la guerre et l'empire ». En 2001, pourtant, il indique pour la première fois dans le magazine Reason qu'il ne peut plus dire « Je suis socialiste ». Il pense alors que les socialistes ne sont plus en mesure d'offrir une alternative positive au système capitaliste, ce dernier ayant permis la mondialisation, qui, aux yeux d'Hitchens, représente « une innovation ouvrant la voie à une politique internationale ». En outre, il se considère comme libertarien, en précisant que les libertariens sont « plus préoccupés par l'existence d'un État sur-puissant que par une société qualifiée d'irresponsable, même si le monde des affaires combine à l'heure actuelle le pire de la bureaucratie avec les pires abus des compagnies d'assurance ».
En 2006, lors d'un meeting en Pennsylvanie, où il débat de la tradition juive avec Martin Amis, Hitchens déclare publiquement qu'il « n'est plus socialiste, mais qu'il est toujours marxiste ». En 2009, dans un article du journal The Atlantic titré « La revanche de Karl Marx », Hitchens analyse la récession de la fin des années 2000 sous l’œil marxiste, et rappelle combien le philosophe allemand admirait le système capitaliste, même s'il appelait à son remplacement. Hitchens conclut son article en indiquant que Marx n'avait pas saisi toute l'innovation dont était porteuse la révolution capitaliste.
D'autre part, Hitchens est un admirateur de la révolution cubaine, et d'Ernesto « Che » Guevara, sur lequel il porte le commentaire suivant : « La mort du Che a beaucoup signifié pour moi et pour d'innombrables autres personnes à cette époque. Il était un modèle, même s'il était impossible à imiter pour nous les bourgeois romantiques, parce qu'il faisait ce que les révolutionnaires sont destinés à faire, à savoir se battre jusqu'à la mort pour ses convictions. » Il prend cependant quelques distances avec certaines actions du Che dans un essai sorti en 1997.
Par ailleurs, il considère toujours Lénine et Léon Trotski comme de grands hommes,, et la Révolution d'Octobre comme un évènement nécessaire permettant la modernisation de la Russie. En 2005, Hitchens remercie Lénine pour sa création d'une « Russie séculière », et du « discrédit » qu'il a jeté sur l'Église orthodoxe, qu'il décrit comme « une incarnation absolue de l'arriération, du mal et de la superstition ».

### Guerre d'Irak et critiques contre George W. Bush
Après la fatwa lancée en 1989 contre Salman Rushdie, Hitchens recherche des alliés et des amis politiques. Il devient, à cette époque, de plus en plus critique à l'égard de ce qu'il appelle « la machine à excuses » de la gauche. Dans le même temps, il est attiré par certaines idées pro-interventionnistes du parti républicain américain, notamment un groupe néo-conservateur dont Paul Wolfowitz est membre. Il devient ami du dissident et homme d'affaires irakien Ahmed Chalabi et, en 2004, il indique être « du même côté que les néo-conservateurs » concernant la guerre d'Irak, tout en maintenant des critiques acerbes contre George W. Bush. Son soutien à la guerre d'Irak l'a fait qualifier de néoconservateur par plusieurs de ses critiques, étiquette qu'il décline, préférant se dire allié à ce mouvement pour la politique étrangère,.
Cette prise de position fait aussi suite aux attentats du 11 septembre 2001, ayant entraîné Hitchens et Noam Chomsky dans des débats houleux sur la nature de l'islamisme et la réponse adaptée à cette question. En octobre 2001, Hitchens critique ouvertement Chomsky dans The Nation, et, environ un an après les attaques terroristes, quitte l'hebdomadaire, révolté par des éditeurs, lecteurs et contributeurs ayant affirmé que John Ashcroft était une plus grande menace qu'Oussama ben Laden.
Ces attentats apparaissent déterminants dans les prises de positions suivantes d'Hitchens. Avant le 11 septembre 2001, la guerre d'Irak et la guerre d'Afghanistan, Hitchens était un farouche opposant à la politique interventionniste de Bush, qui était de surcroît dans son viseur pour son soutien aux thèses du dessein intelligent et à la peine de mort. Pourtant, Hitchens défend les actions de politique extérieure de George W. Bush après le 11-Septembre, mais il critique avec vigueur les meurtres d'Irakiens par les troupes américaines à la prison d'Abou Ghraib et d'Haditha, l'utilisation par le gouvernement américain de la technique de simulation de noyade, et la pratique de la torture,. En janvier 2006, Hitchens s'associe à quatre organisations, dont l'Union américaine pour les libertés civiles et Greenpeace, en tant que partie civile, dans un procès contre la National Security Agency, pour espionnage des citoyens américains.

### Soutiens lors des élections présidentielles

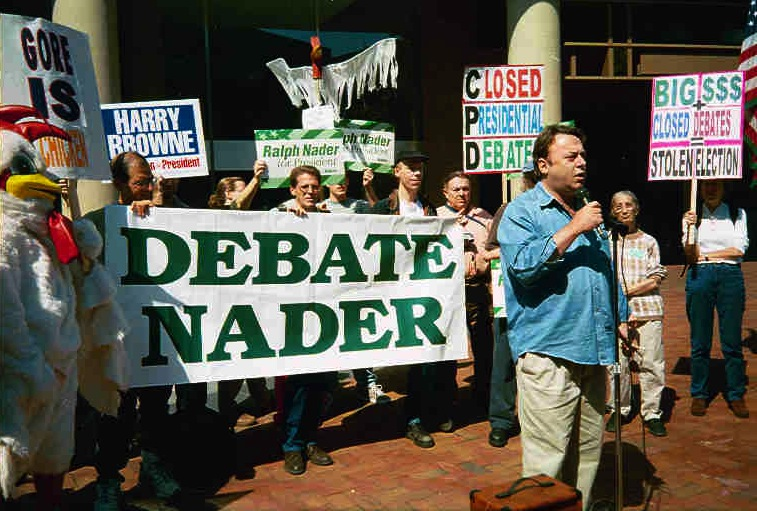
Christopher Hitchens en septembre 2000.

Hitchens apporte son premier soutien à un candidat à la présidentielle lors de l'élection de 2000. Au cours d'une émission sur Bloggingheads.tv, Hitchens indique qu'il soutient Ralph Nader.
Après un bref retour au journal The Nation juste avant l'élection présidentielle américaine de 2004, il écrit être « timidement en faveur de Bush » ; mais peu de temps après, il se dit « neutre », en précisant « je pense que la nature de l'ennemi djihadiste décidera du vote final ».
Lors de l'élection présidentielle américaine de 2008, Hitchens écrit dans Slate : « Je vote par rapport à la question essentielle qui consiste à défendre la civilisation contre ses ennemis terroristes et leurs protecteurs totalitaires, et sur ce point, j'espère que je pourrai continuer à m'exprimer et qu'on ne m'accusera d'aucune forme d’ambiguïté ». Critique envers les deux candidats, Barack Obama et John McCain, Hitchens soutint finalement Obama, qualifiant McCain de « sénile », et le choix de Sarah Palin d'« absurde » en dépeignant ses actions publiques comme une « honte nationale ».

### Engagements sur les autres conflits internationaux
Hitchens se définit comme antisioniste. Cet engagement est retranscrit dans son ouvrage autobiographique Hitch-22. Le journal Jewish Daily Forward décrit Hitchens comme un antisioniste militant et indique qu'il perçoit le sionisme comme « une injustice à l'égard des Palestiniens », tandis que d'autres commentateurs soulignent l'« apparition récurrente de son antisionisme » dans son autobiographie Hitch-22.
Dans le magazine Slate, Hitchens modère sa position, en déclarant : « il y a trois groupes de 6 millions de Juifs. Les premiers 6 millions vivent dans ce que le mouvement sioniste appelle Palestine. Le second groupe vit aux États-Unis. Le dernier groupe de 6 millions est réparti entre la Russie, la France, la Grande-Bretagne et l'Argentine. Mais seuls les premiers vivent au quotidien sous la menace de missiles tirés par des gens qui détestent les Juifs ». Hitchens y indique aussi que « plutôt que de supporter le sionisme, les Juifs devraient construire une société séculière et réformer leur propre société ».
L'écrivain reste toutefois profondément engagé en faveur des Palestiniens. Pendant un meeting en Pennsylvanie avec Martin Amis, Hitchens déclare que « personne ne devrait insulter, porter atteinte ou humilier un peuple ». Il ajoute que la construction de colonies israéliennes afin de parvenir à la sécurité d'Israël est « vouée à l'échec de la pire des manières possibles », et que la fin de cette « illusion effroyablement raciste et messianique » viendrait « mettre à mal les puissances religieuses et chauvines qui veulent instaurer une théocratie pour les Juifs ». Les extrémistes palestiniens sont aussi attaqués par l'écrivain, qui déplore le refuge des peuples dans la religion, en regrettant notamment « que le terrorisme religieux soit devenu le principal moyen pour revendiquer une démocratisation, au détriment de la laïcité arabe. Le spectacle le plus déprimant et triste de la dernière décennie, pour tous ceux qui se soucient de la démocratie et la laïcité, a été la dégénérescence du nationalisme arabe palestinien vers l'enfer théocratique du Hamas et du Jihad islamique. »
Hitchens, très engagé sur la question palestinienne, a collaboré avec le Palestinien Edward Saïd à la publication d'un ouvrage intitulé Blaming the Victims: Spurious Scholarship and the Palestinian Question paru en 1988.
Hitchens prend aussi position sur d'autres sujets politiques, avec des écrits en faveur de la réunification de l'Irlande, de l'abolition de la monarchie britannique, et sur les crimes de guerre de Slobodan Milošević et Franjo Tuđman.

## Athéisme

### Militantisme

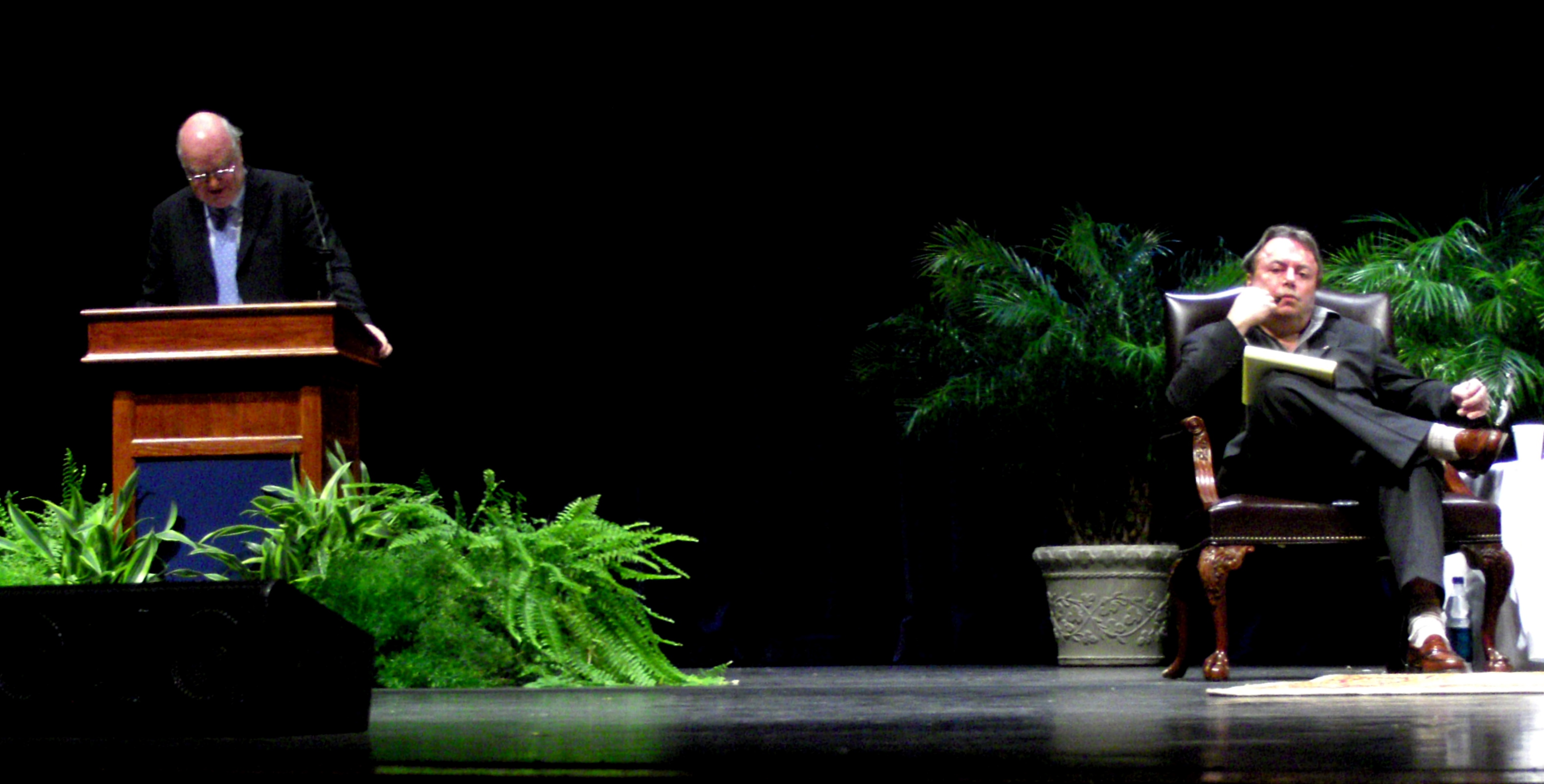
Christopher Hitchens et John Lennox débattent en Alabama sur le sujet « Dieu est-il grand ? ».

Célèbre pour ses prises de positions à l'encontre des religions abrahamiques, qu'il appelle aussi « les trois grands monothéismes » (à savoir le judaïsme, le christianisme et l'islam), Hitchens porte ses attaques sur l'ensemble des religions, y compris sur l'hindouisme et le néo-paganisme. Ses critiques, rassemblées au sein de son œuvre maîtresse God Is Not Great (Dieu n'est pas grand), reçoivent un accueil favorable de la part du New York Times pour « l'épanouissement logique » que l'ouvrage procure tandis que le Financial Times accuse Hitchens de « mesquinerie intellectuelle et morale ». Bien que polémique, Dieu n'est pas grand est présélectionné pour le National Book Award, en date du 10 octobre 2007.
Les critiques formulées par Hitchens sont souvent radicales, notamment à l'encontre de la religion organisée, qui est selon l'auteur « la principale source de haine dans le monde », « violente, irrationnelle, intolérante, alliée du racisme, du tribalisme, du sectarisme, menant à l'ignorance, hostile à la pensée libre, méprisante envers les femmes et coercitive à l'égard des enfants. » Le succès de son ouvrage et sa défense farouche de l'athéisme en font l'un des leaders du mouvement appelé « nouvel athéisme » dans le monde anglo-saxon.
Hitchens devient membre de la Secular Coalition for America et conseille l'organisation sur les possibilités de faire accepter les points de vue non théistes par la société américaine. Il est nommé « associé honoraire » de la National Secular Society, « membre honoraire » de la Freedom From Religion Foundation et conseiller à la Secular Coalition for America.
Le journaliste indique cependant qu'il souhaite débattre de ses idées et accepte toutes les invitations de chefs religieux ouverts à la confrontation de points de vue. C'est ainsi qu'en 2007 Hitchens confronte ses idées avec le théologien évangéliste conservateur Douglas Wilson. De leurs échanges naît un recueil intitulé Is Christianity Good for the World? (Le Christianisme est-il bon pour le Monde ?), qui est publié dans le magazine Christianity Today, puis sous forme de livre en 2008. Cette volonté de mettre sur pied des débats libres se retrouve dans ses actions pour la défense de la liberté de presse, comme en février 2006, où Hitchens aide à l'organisation d'une grande manifestation pro-Danemark à l'extérieur de l'ambassade du Danemark à Washington à la suite de l'affaire des caricatures de Mahomet du journal Jyllands-Posten.
Il s'est également rendu célèbre, notamment dans des débats publics contre des religieux, pour ses prises de position contre la circoncision qu'il exècre.

### Polémiques

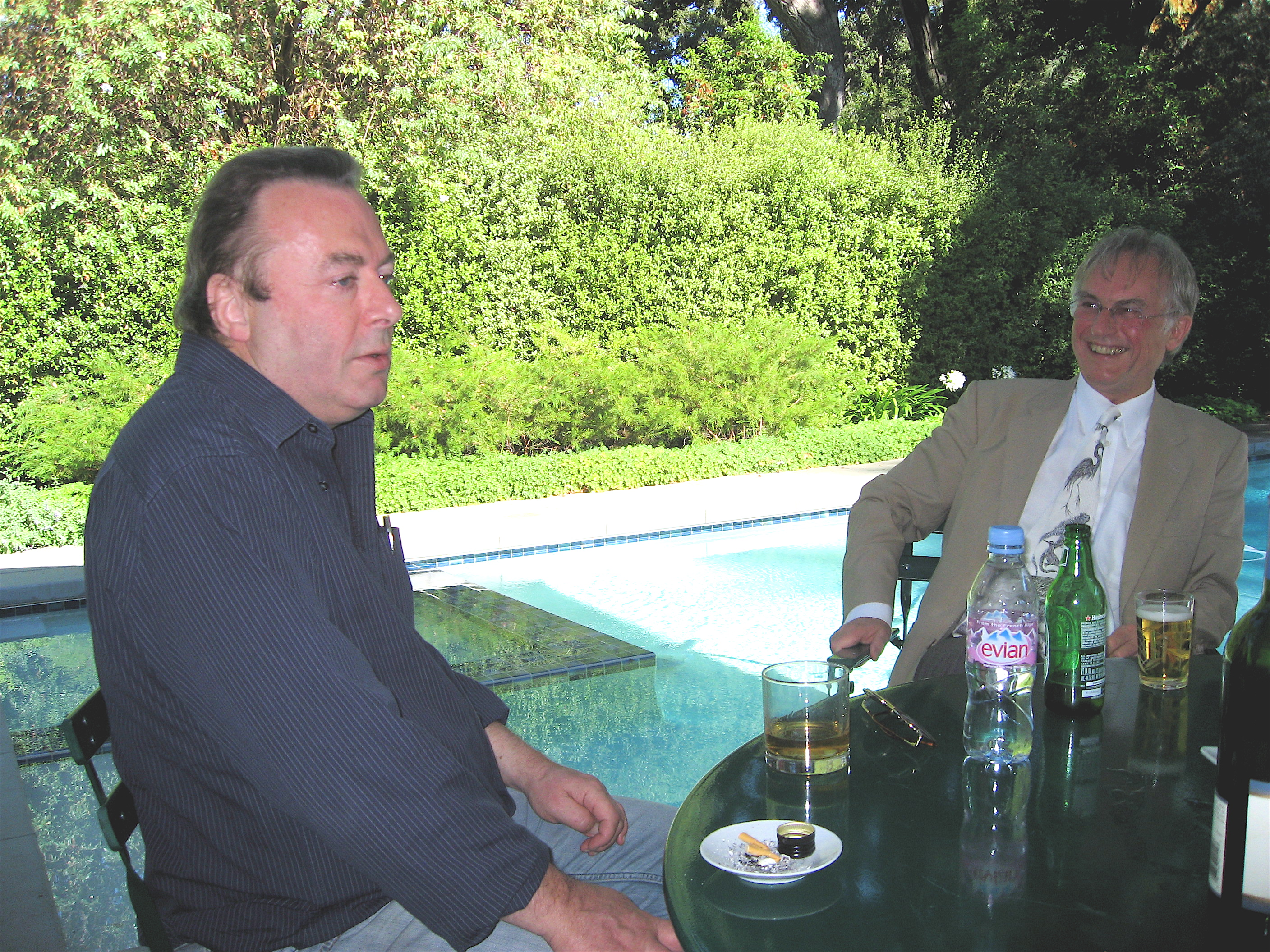
Richard Dawkins et Christopher Hitchens débattent autour d'un verre, en 2007.

Les attaques contre les religions sont souvent violentes, et dans God Is Not Great, Hitchens tient les propos suivants :

« L'étude de la littérature et de la poésie, à la fois pour soi et pour répondre aux éternelles questions éthiques auxquelles elle se rapporte, peut désormais facilement prendre le pas sur les textes sacrés, qui ont été reconnus comme falsifiés, et fabriqués de toutes pièces. La recherche scientifique sans entraves, et la diffusion des nouveaux résultats à des quantités de personnes de plus en plus importantes, par des moyens électroniques, va révolutionner nos concepts de recherche et développement. Chose très importante, la dissociation entre la vie sexuelle et la peur, la vie sexuelle et la maladie, la vie sexuelle et la tyrannie, peuvent désormais être à l'ordre du jour, à la seule condition que nous bannissions toutes les religions du discours [relatif à ces sujets]. Et tout cela, voire plus, est, pour la première fois de notre histoire, à la portée de tout un chacun. »

Hitchens fut accusé par William A. Donohue et par la revue The American Conservative d'être particulièrement anti-catholique, et « qu'une critique complète des prises de positions anti-catholiques d'Hitchens remplirait toutes les pages de ce magazine ». L'auteur réplique aux accusations lors d'une interview donnée au magazine Radar en 2007, lors de laquelle il précise :

« S'ils gagnaient, s'ils élisaient un président ou un parlementaire pour interdire l'avortement, rendre la prière obligatoire à l'école ou inculquer le créationnisme, ils signeraient leur fin. Ils regretteraient leur victoire à jamais car elle conduirait à un échec monumental et les discréditerait. Elle serait de très courte durée et conduirait, je l'espère, à une guerre civile qu'ils perdraient mais à laquelle ce serait un grand plaisir de prendre part. »

Lorsque le polémiste Joe Scarborough interroge Hitchens en lui demandant s'« il était animé par de la haine à l'égard des catholiques conservateurs », Hitchens répond que cela n'est pas le cas et qu'il pense simplement que « toute forme de croyance religieuse est sinistre et infantile ».
Une personnalité religieuse visée tout particulièrement par Hitchens est Mère Teresa : dans un ouvrage à charge publié en 1995, La Position du missionnaire : Mère Teresa dans la théorie et la pratique, il dénonce l'utilisation des médias par la religieuse pour se forger une image de sainteté.

## Publications

### Ouvrages
- 1995 : La Position du missionnaire, Verso  (ISBN 185984054X)
- 2001 : Les Crimes de Monsieur Kissinger, Saint-Simon, 203 p.  (ISBN 2-9516597-0-9)
- 2001 : Lettres à un jeune rebelle, Saint-Simon  (ISBN 2-9516597-5-X)
- 2002 : Pourquoi Orwell importe, Basic Books  (ISBN 0465030491)
- 2007 : Dieu n'est pas grand : comment la religion empoisonne tout, Belfond, 324 p.  (ISBN 9782714444592)
- 2013 : Vivre en mourant, Climats (Flammarion), 120 p.  (ISBN 9782081300682)

### Articles
- Articles de Hitchens traduits en français sur slate.fr[111]

### Presse
- Un portrait dans Libération du 17 février 2009